# 卡纳普尔
卡纳普尔（Khanapur），是印度卡纳塔克邦Belgaum县的一个城镇。总人口16563（2001年）。

## 人口
该地2001年总人口16563人，其中男性8474人，女性8089人；0—6岁人口2039人，其中男1041人，女998人；识字率74.43%，其中男性为80.54%，女性为68.03%。